# Marcela Paredes
Marcela Paredes de Vásquez (5 de noviembre de 1962) es una educadora panameña. Fue rectora de la Universidad Tecnológica de Panamá desde 2008 hasta 2013, siendo la primera mujer electa al cargo. Tras desempeñarse como la secretaria ejecutiva del Consejo Nacional de la Evaluación y Acreditación Universitaria de Panamá (CONEAUPA), desde julio de 2014 hasta agosto de 2018, se desempeñó como Ministra de Educación de Panamá en el gobierno del Presidente Juan Carlos Varela.

## Biografía
Marcela Paredes se licenció de ingeniería electromecánica en la Universidad Tecnológica de Panamá (UTP).

### Carrera profesional
Comienza a ocupar los cargos de Jefe de Departamento de Ingeniería Eléctrica y Vicedecana Académica encargada de la Facultad de Ingeniería Eléctrica de la UTP entre 1994 y 1996. En 1998, obtiene la cátedra de sistemas de potencia eléctrica, siendo profesora titular a tiempo completo desde entonces. En 2001 es electa como Decana de la Facultad de Ingeniería Eléctrica, cargo que desempeñará hasta 2003, cuando es designada como Vicerrectora Académica de la UTP, cargo que ocupará hasta 2008.
En 2007, es la primera mujer electa para Rectora de la Universidad Tecnológica de Panamá, obteniendo la victoria con el 51 % de los votos, frente al 47 % obtenido por el rector saliente Héctor Montemayor. Montemayor impugnó los resultados mediante un recurso contencioso-administrativo por presuntas irregularidades electorales, pero el proceso terminó sin modificar la proclamación oficial a favor de Paredes. Desempeñará el cargo desde el 2008 hasta enero del 2013.
Bajo su rectorado se creó una unidad técnica de evaluación y acreditación. Además, la UTP completó con éxito su proceso de acreditación nacional. También se lograron las primeras acreditaciones internacionales para carreras de ingeniería mediante la Agencia Centroamericana de Acreditación en Arquitectura e Ingeniería, ACAAI. Se estableció una unidad de transferencia de conocimiento y un centro de incubación de empresas tecnológicas. También creó programas de extensión universitaria (voluntariado estudiantil, responsabilidad social empresarial, editorial universitaria) e impulsó la inclusión. Se destaca la apertura de nuevos centros de investigación –por ejemplo CIDTIC (Tecnologías de la Información) y CINEMI (Ingeniería Eléctrica y Mecánica)–, el programa «UTP Investiga» para financiar proyectos docentes. Se crea también el banco de datos de investigadores de la UTP, se dan los pasos para la indexación de la revista científica I+D Tecnológico, y se establece una Incubadora de Empresas (la primera de carácter universitario en Panamá), que para el 2012 ya tenía 11 nuevas empresas de base tecnológica, ganadoras de convocatorias realizadas por la Secretaría Nacional de Ciencia, Tecnología e Innovación (SENACYT).
De igual manera, en su gestión como Rectora, la Universidad Tecnológica de Panamá (UTP) recibió la Certificación ISO 9001: 2008, como reconocimiento al cumplimiento del Sistema de Gestión de Calidad. Se completó también la acreditación con las normas ISO 17025 del Laboratorio de Análisis Industriales y Ciencias Ambientales LABAICA, del Centro Experimental de Ingeniería, y con las normas ISO 9000, la Secretaría General de la UTP.
La UTP incursionó en proyectos innovadores, como I+D en Cultura (la cultura como herramienta de desarrollo), Responsabilidad Social (se ofrecen los primeros diplomados internacionales en el país en esta materia), y se crean los Programas de Voluntariado Social y de Inclusión para Grupos Minoritarios, incorporándose en este último la promoción de la mujer en carreras tecnológicas. En el 2012, logra la inauguración del Teatro Auditorio, ubicado en los predios de Universidad Tecnológica de Panamá, en el cual se realizarán todas las actividades que tengan que ver con la cultura, la ciencia y la tecnología. Así como la Entrega del Premio Nacional de prensa “Ciencia, Ingeniería y Tecnología, auspiciado por la UTP.
Así mismo, fue realizada la creación de la Dirección de Gestión y Transferencia del Conocimiento. Esta unidad impulsa el Emprendimiento, la vinculación de la investigación universitaria con los sectores productivos, y la producción de patentes y su protección intelectual.
Tras ser la secretaria ejecutiva del Consejo Nacional de Evaluación y Acreditación Universitaria de Panamá, fue ministra de educación (MEDUCA) de la República de Panamá desde el 1 de julio de 2014 hasta el 15 de agosto de 2018 durante la presidencia de Juan Carlos Varela. Durante su gestión promovió varios programas educativos. Entre ellos, la «Jornada Escolar Extendida», el programa «Panamá Bilingüe», donde se formaron 3311 profesores mediante entrenamientos internacionales y a otros 4328 a nivel local, y proyectos como «Aprende al Máximo», «Kids Program» y «Mi Escuela Primero». Bajo su dirección, el MEDUCA ejecutó cerca del 95-96 % del presupuesto anual y presentó avances en infraestructura y formación docente.
No obstante, su gestión estuvo marcada por varias polémicas. En 2016 Panamá América reportó hallazgos de irregularidades en licitaciones internas del MEDUCA: se descubrió una «red de funcionarios» que sobrevaluaba compras (por ejemplo, sillas escolares vendidas a casi el doble de su valor de mercado).  Paredes ordenó la destitución y renuncia de varios colaboradores cercanos implicados (jefe legal, directora administrativa, jefe de compras, etc.), citando errores reiterados en los procesos de compra y múltiples reparos de la Contraloría. Ella misma reconoció públicamente las «situaciones irregulares» detectadas en las licitaciones, aunque afirmó que no necesariamente implicaban corrupción personal y que muchos procedimientos pendientes aún estaban en revisión. No obstante, los gremios magisteriales categorizaron sus acciones como «lentas».
Otro foco de controversia fue el presunto «ministerio paralelo»: Varios medios difundieron que Yolanda Eleta de Varela (cuñada del presidente Varela) ejercía una influencia de facto sobre decisiones del MEDUCA, relegando a Paredes. La propia ministra reconoció a Eleta como colaboradora activa en el ministerio, aunque en dichos medios, no hay una cita textual en donde se pueda comprobar ni concluir que Paredes haya reconocido, avalado y justificado que Eleta ejercía una influencia de facto sobre decisiones del MEDUCA, relegándola a ella misma. Se señaló que nada se hacía sin el visto bueno de la cuñada presidencial y de allegados políticos. Esta situación fue criticada por gremios docentes, que tacharon de «falta de solvencia moral» la presencia de una figura ad honorem por encima de la ministra. Además, fueron múltiples las ocasiones en las que fue citada por la Asamblea Nacional por controversias, como la creación de la Fundación de la Universidad de Panamá (Fundep).
Durante su gestión fueron múltiples las quejas de sindicatos por demoras en la atención de los problemas de infraestructura en las instituciones educativos, y en los retrasos en el pago a maestros del programa Panamá Bilingüe; donde en ocasiones Paredes fue criticada por no reunirse oportunamente con delegados educativos. Estos problemas acentuaron la tensión entre el MEDUCA y los docentes, generando protestas y enfrentamientos con la Policía Nacional. Además, el proyecto de «jornada extendida» liderado por la ministra fue objeto de controversia al no lograr garantizar la alimentación de los estudiantes participantes del plan piloto, calculados en unos 23 mil alumnos.
El 5 de agosto de 2018 el gobierno panameño confirmó la renuncia de Paredes al MEDUCA para asumir como embajadora de Panamá en Chile. Dirigentes magisteriales calificaron de «errática» la decisión de sustituir a la ministra faltando pocos meses para concluir el quinquenio, aduciendo que quedaban muchos temas pendientes como la zonificación de escuelas rurales, pagos a docentes atrasados, implementación inacabada de programas, el Plan de Retiro Anticipado Autofinanciable (PRAA), el programa de Panamá Bilingüe o la jornada extendida, entre otros. Los sindicatos anunciaron protestas y criticaron la designación al no contar Paredes con estudios diplomáticos. La transición quedó bajo la presión de resolver los pendientes educativos antes del cambio de mando gubernamental.
Tras dejar el cargo diplomático en Chile en junio de 2019, integra la junta directiva de la empresa Polaris Renewable Energy Inc.
En la actualidad la Marcela Paredes de Vásquez ha vuelto a ejercer de catedrática de la Facultad de Ingeniería Eléctrica de la Universidad Tecnológica de Panamá, recientemente cumplió 40 años en la academia. Por este motivo sus colegas y amigos le hicieron un reconocimiento.
Desde mayo de 2025 está postulada como candidata para ser la próxima Rectora de la Universidad Tecnológica de Panamá, para el período 2025-2028.

### Vida personal
Casada con Abdiel Humberto Vásquez Sucre, con quien lleva 35 años de matrimonio, es madre de 5 hijos: Abdiel Humberto, Pablo Antonio, Luis Eduardo, Fernando Alexis y Diana Carolina Vásquez Paredes. Tiene 6 nietos.

## Reconocimientos
- Profesora honoris causa de la Universidad Nacional Autónoma de Nicaragua, 12 de enero de 2012.[cita requerida]
- Doctorado honorario en Humanidades de la Universidad Wilkes, 2016.[30]